# 1788-L
1788-L (* 7. Januar 1988 als David Andrew Lunson) ist ein US-amerikanischer Musikproduzent. Er erlangte Bekanntheit im Jahr 2018 mit einem Remix von Virtual Selfs „Particle Arts“, der auf seinem SoundCloud-Account hochgeladen wurde. Darauf folgten andere Veröffentlichungen wie beispielsweise „Multiverse“ (mit 4AM) und ein Remix von Daft Punks „Rinzler“.

## Karriere
Am 26. Januar 2018 lud 1788-L seine Debüt-Veröffentlichung, „Replica“ auf SoundCloud hoch. Eine Download-Version wurde am 2. Februar 2018 herausgegeben. Am 9. Februar 2018 veröffentlichte er einen Remix des Lieds „Particle Arts“ von Virtual Self. Am 2. März 2018 wurde ein Remix von Daft Punks „Rinzler“ (von Tron: Legacy) veröffentlicht und auf Dancing Astronaut uraufgeführt. Am 30. März 2018 wurde ein Remix von „Radioactivity“ der Band Kraftwerk auf allen Plattformen veröffentlicht. Seine Debüt-EP Sentience, welche vier Lieder beinhaltet, wurde am 24. August 2018 über Zeds Deads Label Deadbeats veröffentlicht.
1788-L führte seine erste Liveshow im Juli 2018 in Los Angeles, California auf.

## Diskografie

### Extended plays
| Title     | Details                                                                               |
| --------- | ------------------------------------------------------------------------------------- |
| Sentience | - Erstveröffentlichung: 24. August 2018 - Label: Deadbeats - Format: Digital download |
| Synthetik | - Erstveröffentlichung: 26. April 2019 - Label: Deadbeats - Format: Digital download  |

### Singles
| Titel                                                          | Jahr | Album                 |
| -------------------------------------------------------------- | ---- | --------------------- |
| „Replica“                                                      | 2018 | Singles ohne Album    |
| „Pulsar Beam“                                                  | 2018 | Singles ohne Album    |
| „Multiverse“ (mit 4AM)                                         | 2018 | Singles ohne Album    |
| „Destiny“ (mit 4AM)                                            | 2018 | Singles ohne Album    |
| „Sound of Where'd U Go“ (mit Illenium, Kerli und Said the Sky) | 2018 | Awake (Remixes)       |
| „Cyberspace“                                                   | 2018 | Single ohne Album     |
| „Hex“ (mit Rezz)                                               | 2018 | Certain Kind of Magic |
| „Full Burst“ (mit Totto)                                       | 2018 | Sentience             |
| „Nu Ver Ka“                                                    | 2018 | Sentience             |
| „Abyss“ (mit Tynan)                                            | 2018 | Singles ohne Album    |
| „Ruin“ (mit Ekali)                                             | 2019 | Singles ohne Album    |
| „Malfunkt“ (mit Deathpact)                                     | 2019 | Synthetik             |
| „Momentary Lapse“ (mit The Glitch Mob)                         | 2019 | TBA                   |

### Remixes
| Titel                  | Jahr | Originale(r) Künstler         |
| ---------------------- | ---- | ----------------------------- |
| „Particle Arts“        | 2018 | Virtual Self                  |
| „Rinzler“              | 2018 | Daft Punk                     |
| „Radioactivity“        | 2018 | Kraftwerk                     |
| „Would You Ever“       | 2018 | Skrillex (featuring Poo Bear) |
| „Disinstegrate Slowly“ | 2018 | The Glitch Mob                |
| „Era“                  | 2018 | RL Grime                      |
| „Halloween Theme“      | 2019 | John Carpenter                |
| „Phoenix“              | 2019 | League of Legends             |
| „All My Friends“       | 2020 | Madeon                        |